# Île Boulay
Pour les articles homonymes, voir Boulay.

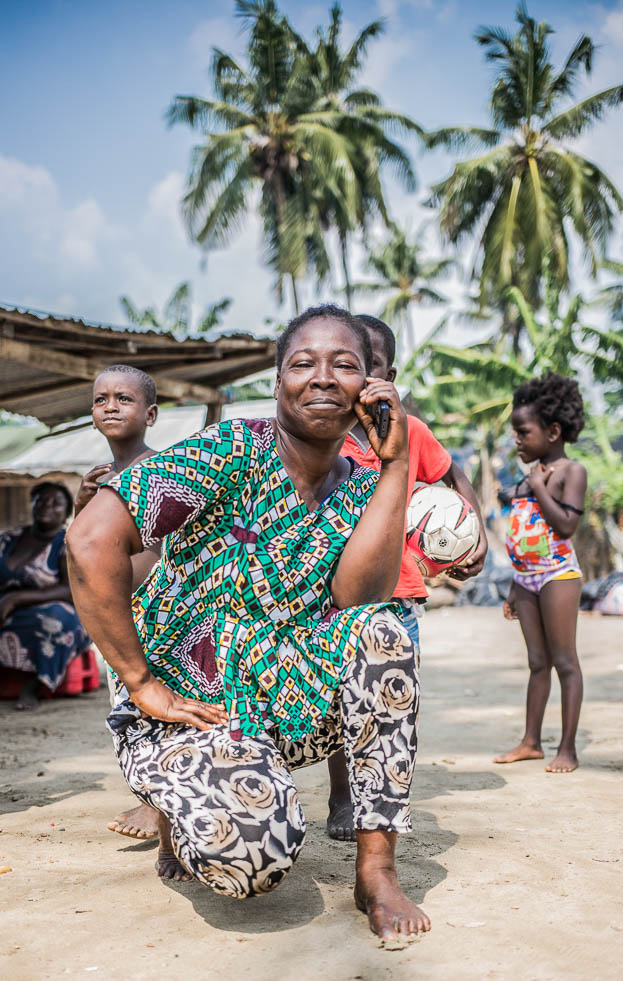
Une insulaire.

L’île Boulay, de son vrai nom Azigbo (« l'île des Ahizi » en langue Ahizi), est une île de yopougon située dans la lagune Ébrié près d’Abidjan, en Côte d'Ivoire, à proximité immédiate du port autonome et de l’océan Atlantique. 

## Infrastructures
Un canal assure la liaison entre l’océan et la lagune, évitant aux eaux bordant l’île Boulay de demeurer stagnantes. 
Officiellement, le port autonome d'Abidjan est propriétaire de cette zone et pourrait la réquisitionner en vue d’agrandir le port d’Abidjan. Un projet prévoyait l’extension du port autonome d’Abidjan vers l’île Boulay à partir de 2008, mais n’a pas encore démarré depuis. 

## Économie
L’île est très peu peuplée et ne bénéficie ni du téléphone ni de l’électricité ni de routes bitumées. Presque toute la surface est couverte par des plantations de cocotiers – à l'ouest de l'île ces plantations sont gérées par une entreprise, à l'est par les habitants eux-mêmes. Au sud-ouest la côte est bordée par une mangrove dense, d’une largeur d’environ 50 m, dominée par Rhizophora racemosa.

## Tourisme
L’île Boulay est un lieu de villégiature prisé depuis plus de 30 ans en raison de son isolement tout en étant proche du centre-ville d’Abidjan (15 minutes en bateau). Des particuliers y ont installé des paillotes plus ou moins luxueuses à leurs frais et payent aux chefs coutumiers un loyer pour le terrain. L’endroit est idéal pour les sports nautiques et en particulier le ski nautique. Des champions internationaux s’y sont entraînés.